# Ринки
Ри́нки (рос. Рынки) — село у складі Петуховського округу Курганської області, Росія.
Населення — 482 особи (2010, 606 у 2002).
Національний склад станом на 2002 рік:
- росіяни — 91 %